# Іоанніс Грівас
Іоа́нніс Грі́вас (грец. Ιωάννης Γρίβας; 23 лютого 1923, Фтіотида — 27 листопада 2016) — грецький суддя, тимчасовий прем'єр-міністр країни.

## Життєпис
Народився у Фтіотиді. Вивчав право в Афінському університеті, 1954 року став суддею. 1979 був призначений до складу «Аріос Пагос» (Верховного суду Греції з цивільних і кримінальних справ). Став віце-президентом суду 1986, а 1989 — очолив його.
Того ж 1989 року, коли грецький Парламент опинився у глухому куті, відповідно до вимог конституції Гривас тимчасово очолив уряд країни. Після виборів 5 листопада спалахнула чергова політична криза. Зрештою уряд очолив Ксенофон Золотас, який сформував коаліційний кабінет у складі представників усіх трьох парламентських партій.